# Repulse Records
Repulse Records est un label discographique espagnol, majoritairement consacré au death metal, fondé en 1991 et dissous en 2002.

## Histoire
Repulse Records est fondé en 1991 par Dave Rotten, chanteur du groupe espagnol de death metal Avulsed. Ce dernier était déjà à la tête de Drowned Productions et voulait fonder un label indépendant. Lors d'un entretien, il se confie sur le nom du label : « [...] c'est un nom que j'ai en tête pendant des années, quand je cherchais un nom pour mon groupe Avulsed, et bon nombre d'entre eux incluaient le mot REPULSE. C'est facile à comprendre en anglais et en espagnol et c'est quelque chose de « répulsif », comme la musique qu'on produit, ha, ha!! »
Durant son existence, Repulse Records avait trois filiales hors d'Espagne : Repulse America à San Luis Obispo, aux États-Unis, Repulse South America à Santiago, au Chili, et Repulse Japan à Osaka, au Japon. Repulse America est fondé par Jacoby Kinsgston et Erik Lindmark (du groupe Deeds of Flesh, à cette période sous contrat avec Repulse Records). Kinsgston et Lindmark fonderont aussi le label Unique Leader Records.
Repulse Records n'étant pas assez rentable, le label fait faillite en août 2002. Dave Rotten fondera la même année le label Xtreem Music. Avant sa dissolution, le label avait signé des groupes notoires comme Avulsed et Deteroriot.

## Productions notables
- Adramelech - Seven (1998) et  Psychostasia (1996)
- Anasarca - Godmachine (1998)
- Avulsed - Cybergore (1998), Carnivoracity (1995), Stabwound Orgasm (1999)
- Deeds of Flesh - Trading Pieces (1996), Inbreeding the Anthropophagi (1998)
- Demilich - Nespithe (1996)
- Deranged - Architects of Perversions (1994)
- Disgorge - Forensick (1999)
- Immolation - Stepping on Angels... Before Dawn (1995)
- Incantation - The Forsaken Mourning of... (1997)
- Rotten Sound - Under Pressure (1997), Drain (1999)
- Vader - Sothis (1996)